# آنا فان در برخن
آنا فان در برخن (هلندی: Anna van der Breggen؛ زادهٔ ۱۸ آوریل ۱۹۹۰) بانوی دوچرخه‌سوار اهل هلند است.
او در المپیک ۲۰۱۶ ریو توانست مدال طلای مسابقات را از آنِ خود کند و در مسابقات کشوری و بین‌المللی در مجموع برنده ۱ مدال طلا، ۲ مدال نقره، ۲ مدال برنز شده‌است.

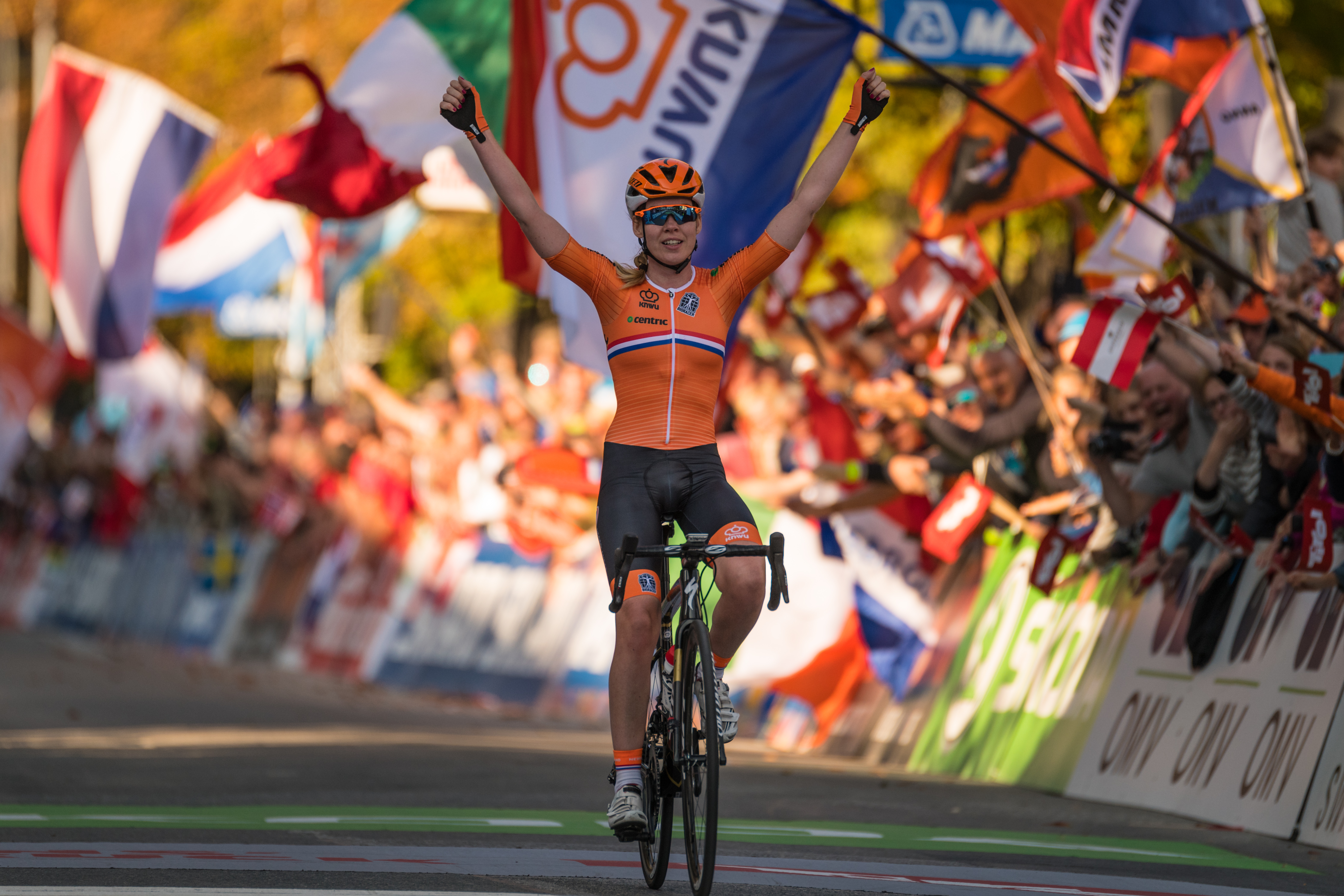
نگاره‌ای از آنا فان در برخن در لحظهٔ رسیدن به‌خط پایان مسابقات دوچرخه‌سواری و کسب مدال طلای ۲۰۱۸ ردهٔ زنان در مسابقات قهرمانی دوچرخه‌سواری جاده جهان در اینسبروک، اتریش.